# سیارک ۹۷۱۶
سیارک ۹۷۱۶ (به انگلیسی: 9716 Severina، نامگذاری:1975UE) نه هزار و هفتصد و شانزدهمین سیارک کشف شده‌است که در ۲۷ اکتبر ۱۹۷۵ کشف شد.